# BlackBerry (przedsiębiorstwo)
BlackBerry Limited – kanadyjskie przedsiębiorstwo telekomunikacyjne, producent linii smartfonów BlackBerry oraz mobilnego systemu operacyjnego BlackBerry OS. Przedsiębiorstwo zostało założone w 1984 r. w Waterloo, w Kanadzie; do 2013 r. funkcjonowało pod nazwą Research In Motion Limited.